# Търговско предприятие
Търговското предприятие по смисъла на чл. 15[ неясно? ] е организация на дейността на търговеца. Това понятие донякъде се покрива с понятието “имущество”, но е по-широко: търговското предприятие е имуществото на търговеца. По българското право търговско предприятие е обект, а не субект на правото, за разлика от други правни системи.
Всеки търговец (ЕТ или ТД[ неясно? ]) може да има повече от едно търговско предприятие, без дори да регистрира клон – Националните сметкови стандарти предвиждат възможност за водене на отделна отчетност. Отграничение между търговските предприятия на един търговец се прави на базата на предмета на дейност, а ако са с еднакъв предмет на дейност въз основа на отделното счетоводство. Доказването дали определени елементи са в състава на търговското предприятие става обикновено от счетоводната отчетност. Смисълът от възможността за множество предприятия е прехвърлянето на едно от тях като съвкупност.

## Прехвърляне на търговско предприятие
Предприятието като съвкупност от права, задължения и фактически отношения може да бъде прехвърлено чрез сделка, извършена писмено с нотариално удостоверяване на подписите и съдържанието, извършени едновременно. Отчуждителят е длъжен да уведоми кредиторите и длъжниците за извършеното прехвърляне.
Законът предвижда възможност да се прехвърля и отделна част от предприятието. Правата включват правото на собственост и всички ограничени вещни права върху всички движими и недвижими вещи, вземанията на търговеца, дялови участия, търговски марки, лицензи и др.
Прехвърлянето на предприятието може да се извърши чрез различни видове правни сделки, като най-често се използва покупко-продажба, но е възможно да бъде и под формата на дарение, замяна, апорт и др.
В договора се описва конкретно предприятието, което се прехвърля, както и дали става въпрос за цялото предприятие на търговеца или обособена част.

### Необходими документи за прехвърляне на търговско предприятие
1. Договор за прехвърляне на търговско предприятие;
2. Решение по чл. 262п от ТЗ (при прехвърляне на търговско предприятие на дружество);
3. Удостоверение от НАП по чл. 77 от ДОПК;
4. Декларация по образец от отчуждителя, че са изплатени дължимите трудови възнаграждения, обезщетения, задължителни осигурителни вноски на работниците и служителите2;
5. Декларация относно истинността на заявените за вписване обстоятелства и приемането на представените за обявяване актове;
6. Документ за платена държавна такса.